# Amyl and the Sniffers/Diskografie
Diese Diskografie ist eine Übersicht über die musikalischen Werke der australischen Punk- und Garage-Rock-Band Amyl and the Sniffers. Ihre erfolgreichsten Werke sind die Alben Comfort to Me und Cartoon Darkness, die jeweils Platz zwei der australischen Albumcharts erreichten.

## Alben

### Studioalben
| Jahr | Titel Musiklabel                                | Höchstplatzierung, Gesamtwochen, AuszeichnungChartplatzierungen (Jahr, Titel, Musiklabel, Platzierungen, Wochen, Auszeichnungen, Anmerkungen) | Höchstplatzierung, Gesamtwochen, AuszeichnungChartplatzierungen (Jahr, Titel, Musiklabel, Platzierungen, Wochen, Auszeichnungen, Anmerkungen) | Höchstplatzierung, Gesamtwochen, AuszeichnungChartplatzierungen (Jahr, Titel, Musiklabel, Platzierungen, Wochen, Auszeichnungen, Anmerkungen) | Höchstplatzierung, Gesamtwochen, AuszeichnungChartplatzierungen (Jahr, Titel, Musiklabel, Platzierungen, Wochen, Auszeichnungen, Anmerkungen) | Höchstplatzierung, Gesamtwochen, AuszeichnungChartplatzierungen (Jahr, Titel, Musiklabel, Platzierungen, Wochen, Auszeichnungen, Anmerkungen) | Höchstplatzierung, Gesamtwochen, AuszeichnungChartplatzierungen (Jahr, Titel, Musiklabel, Platzierungen, Wochen, Auszeichnungen, Anmerkungen) | Anmerkungen                              |
| Jahr | Titel Musiklabel                                | DE | AT | CH | UK | US | AU | Anmerkungen                              |
| ---- | ----------------------------------------------- | --- | --- | --- | --- | --- | --- | ---------------------------------------- |
| 2019 | Amyl and the Sniffers Rough Trade Records (RTD) | — | — | — | UK91 (1 Wo.)UK | — | AU22 (1 Wo.)AU | Erstveröffentlichung: 24. Mai 2019       |
| 2021 | Comfort to Me Rough Trade Records (RTD)         | DE22 (2 Wo.)DE | — | CH98 (1 Wo.)CH | UK21 (1 Wo.)UK | — | AU2 (2 Wo.)AU | Erstveröffentlichung: 10. September 2021 |
| 2024 | Cartoon Darkness Rough Trade Records (RTD)      | DE9 (1 Wo.)DE | AT37 (1 Wo.)AT | CH45 (1 Wo.)CH | UK9 (1 Wo.)UK | US196 (1 Wo.)US | AU2 (2 Wo.)AU | Erstveröffentlichung: 25. Oktober 2024   |

### Kompilationen
| Jahr | Titel Musiklabel                                  | Anmerkungen                           |
| ---- | ------------------------------------------------- | ------------------------------------- |
| 2018 | Big Attraction & Giddy Up Homeless Records (Home) | Erstveröffentlichung: 12. Januar 2018 |

### EPs
| Jahr | Titel Musiklabel                              | Anmerkungen                            |
| ---- | --------------------------------------------- | -------------------------------------- |
| 2016 | Giddy Up Selbstverlag                         | Erstveröffentlichung: 24. Februar 2016 |
| 2017 | Big Attraction Selbstverlag                   | Erstveröffentlichung: 2. Februar 2017  |
| 2020 | Live at the Croxton Rough Trade Records (RTD) | Erstveröffentlichung: 1. Mai 2020      |

## Singles
| Jahr | Titel Album                                         | Album                                                               |
| ---- | --------------------------------------------------- | ------------------------------------------------------------------- |
| 2018 | Balaclava Lover Boogie Big Attractiion              | Erstveröffentlichung: 25. September 2018                            |
| 2018 | Cup of Destiny Amyl and the Sniffers                | Erstveröffentlichung: 15. März 2018                                 |
| 2018 | Some Mutts (Can’t Be Muzzled) Amyl and the Sniffers | Erstveröffentlichung: 20. September 2018                            |
| 2019 | Monsoon Rock Amyl and the Sniffers                  | Erstveröffentlichung: 5. März 2019                                  |
| 2019 | Got You Amyl and the Sniffers                       | Erstveröffentlichung: 10. April 2019                                |
| 2019 | Gacked on Anger Amyl and the Sniffers               | Erstveröffentlichung: 20. Mai 2019                                  |
| 2020 | Control (Live) Live at the Croxton                  | Erstveröffentlichung: 10. März 2020                                 |
| 2020 | Born to Be Alive –                                  | Erstveröffentlichung: 30. Dezember 2020 Original: Patrick Hernandez |
| 2021 | Guided by Angels Comfort to Me                      | Erstveröffentlichung: 7. Juli 2021                                  |
| 2021 | Security Comfort to Me                              | Erstveröffentlichung: 28. Juli 2021                                 |
| 2021 | Hertz Comfort to Me                                 | Erstveröffentlichung: 7. September 2021                             |
| 2024 | U Should Not Be Doing That Cartoon Darkness         | Erstveröffentlichung: 21. Mai 2024                                  |
| 2024 | Chewing Gum Cartoon Darkness                        | Erstveröffentlichung: 21. August 2024                               |
| 2024 | Big Dreams Cartoon Darkness                         | Erstveröffentlichung: 25. September 2024                            |
| 2024 | Jerkin’ Cartoon Darkness                            | Erstveröffentlichung: 21. Oktober 2024                              |

## Musikvideos
| Jahr | Titel                         | Regie                     |
| ---- | ----------------------------- | ------------------------- |
| 2018 | Some Mutts (Can’t Be Muzzled) | Dikayl Rimmasch           |
| 2019 | Monsoon Rock                  | Andrew Parisi, Amy Taylor |
| 2019 | Got You                       | Triana Hernandez          |
| 2019 | Gacked on Anger               | Gilbert Trejo             |
| 2021 | Guided by Angels              | John Angus Stewart        |
| 2021 | Security                      | John Angus Stewart        |
| 2021 | Hertz                         | John Angus Stewart        |
| 2024 | U Should Not Be Doing That    | John Angus Stewart        |
| 2024 | Chewing Gum                   | John Angus Stewart        |
| 2024 | Big Dreams                    | John Angus Stewart        |
| 2024 | Jerkin’                       | John Angus Stewart        |

## Statistik

### Chartauswertung
|                     | DE    | AT    | CH    | UK    | US    | AU    |
| ------------------- | ----- | ----- | ----- | ----- | ----- | ----- |
| Nummer-eins-Alben   | DE—DE | AT—AT | CH—CH | UK—UK | US—US | AU—AU |
| Top-10-Alben        | DE1DE | AT—AT | CH—CH | UK1UK | US—US | AU2AU |
| Alben in den Charts | DE2DE | AT1AT | CH2CH | UK3UK | US1US | AU3AU |